# Lyriothemis defonsekai
Lyriothemis defonsekai is een libellensoort uit de familie van de korenbouten (Libellulidae), onderorde echte libellen (Anisoptera).
De wetenschappelijke naam Lyriothemis defonsekai is voor het eerst geldig gepubliceerd in 2009 door Van der Poorten.